# Platymiscium

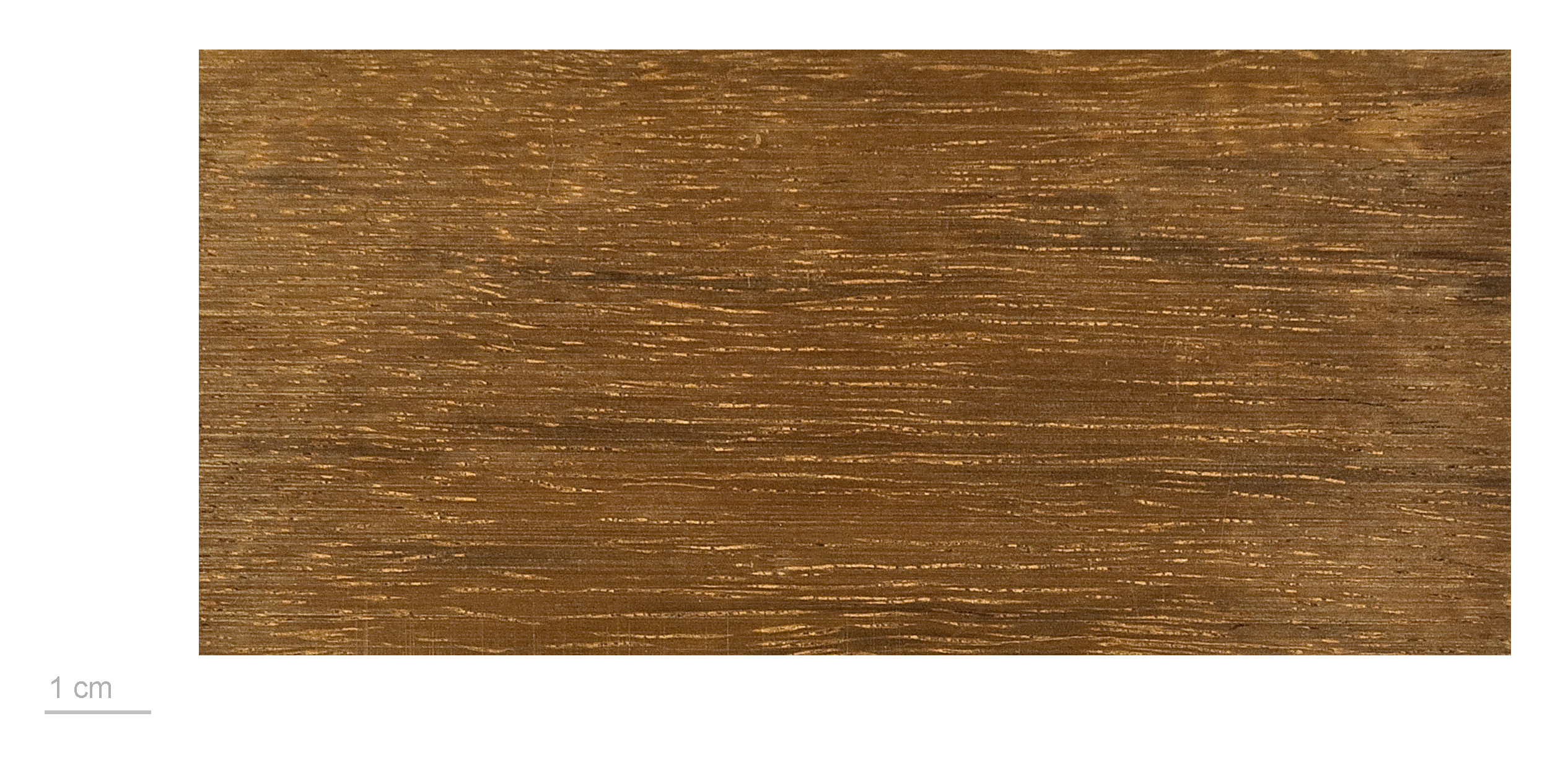
Platymiscium sp. - MHNT

Platymiscium é um género botânico pertencente à família Fabaceae.

## Espécies
Platymiscium engloba as seguintes espécies:
- Platymiscium albertinae Standl. & L. O. Williams
- Platymiscium calyptratum M. Sousa & Klitg.
- Platymiscium curuense N. Zamora and Klitg.
- Platymiscium darienense Dwyer
- Platymiscium dimorphandrum Donn. Smith ex Donn. Smith
- Platymiscium filipes Benth.
- Platymiscium floribundum Vogel
  - var. floribundum Vogel.
  - var. latifolium (Benth.) Benth.
  - var. nitens (Vogel) Klitgaard
  - var. obtusifolium (Harms) Klitgaard
- Platymiscium gracile Benth.
- Platymiscium hebestachyum Benth.
- Platymiscium jejunum Klitg.
- Platymiscium lasiocarpum Sandwith
- Platymiscium parviflorum Benth.
- Platymiscium pinnatum (Jacq.) Dugand
  - subsp. pinnatum (Jacq.) Dugand
    - var. diadelphum (S. F. Blake) Klitg.
    - var. pinnatum (Jacq.) Dugand
    - var. ulei (Harms ex Harms) Klitgaard

  - subsp. polystachyum (Benth.) Klitg.
- Platymiscium pubescens Micheli
  - subsp. fragrans (Rusby) Klitgaard
  - subsp. pubescens Micheli
  - subsp. zehntneri (Harms) Klitgaard
- Platymiscium speciosum Vogel
- Platymiscium stipulare Benth. ex Benth.
- Platymiscium trifoliolatum Benth. ex Benth.
- Platymiscium trinitatis Benth.
  - var. duckei (Huber) Klitgaard
  - var. nigrum (Ducke) Klitgaard
  - var. trinitatis Benth.
- Platymiscium yucatanum Standl.